# Alocer
În demonologie, Alocer (scris și Allocer sau Alloces) este un demon al cărui titlu este „Mare Duce de Iad” și care are treizeci și șase de legiuni de demoni sub comanda sa. El induce oamenii spre imoralitate și îi învață artele și toate tainele cerului.
Este descris de către Johann Weyer în formă de cavaler urcat pe un cal enorm. Fața lui are caracteristici leonine; are un ten rumen și ochii arzători și vorbește cu multă greutate. El declară că oferă un bun spirit familiar și că-i învață pe oameni astronomie și arte liberale. Alocer este adesea descris călărind un cal cu picioare de dragon.